# Caso Portucale
O Caso Portucale refere-se a um caso de corrupção que envolve o XVI Governo Constitucional de Portugal relacionado com a aprovação de um empreendimento turístico da empresa Portucale, na Herdade da Vargem Fresca, em Benavente, Benavente. A aprovação foi concedida mediante um despacho assinado por Luís Nobre Guedes (ex-ministro do Ambiente), Carlos Costa Neves (ex-ministro da Agricultura) e Telmo Correia (ex-ministro do Turismo), poucos dias antes das eleições legislativas de 2005. Para o arranque desse empreendimento turístico foram abatidos vários milhares de sobreiros na véspera da tomada de posse do novo governo.
Apesar da ligação do caso a esse empreendimento turístico, durante a investigação foram ainda recolhidos indícios de corrupção em outros casos que envolvem o Banco Espírito Santo, como o acordo entre o Estado e o consórcio AENOR relativo à exploração de SCUTs e um empreendimento turístico da ESAF, empresa do grupo Espírito Santo, em Vila Nova de Gaia.
No início da investigação foram constituidos arguidos Abel Pinheiro, o ex-dirigente do CDS/PP, e três gestores do GES, Luís Horta e Costa, Carlos Calvário e José Manuel de Sousa.  Em 31 de Maio de 2010 foram levados a julgamento onze arguidos: Abel Pinheiro, Carlos Calvário, José Manuel de Sousa e Luís Horta e Costa (estes três ligados ao Grupo Espírito Santo), António de Sousa Macedo (ex-diretor geral das Florestas), Manuel Rebelo (ex-membro da Direção Geral das Florestas), António Ferreira Gonçalves (ex-chefe do Núcleo Florestal do Ribatejo), Eunice Tinta, João Carvalho, Teresa Godinho e José António Valadas.
A investigação do caso teve origem numa denúncia por parte do Banco Espírito Santo, realizada ao abrigo da Lei 11/2004 que obriga as entidades bancárias a comunicarem operações suspeitas, de uma série de depósitos efectuados por Abel Pinheiro numa conta do CDS/PP, totalizando um pouco mais de um milhão de euros, realizada nos últimos dias de Dezembro de 2004.
No julgamento, em 2012, todos os arguidos foram absolvidos pelo Tribunal de Lisboa. O processo terminou em 2016 após o Tribunal Constitucional rejeitar o último recurso do Ministério Público.

## Atalhos externos
- Dossier do Público